# Neivamyrmex spoliator
Neivamyrmex spoliator é uma espécie de formiga do gênero Neivamyrmex.